# Glenea quatuordecimpunctata
Glenea quatuordecimpunctata là một loài bọ cánh cứng trong họ Cerambycidae.